# Spad (hydrotechnika)
Spad – w hydrotechnice, to wyrażona w odpowiedniej jednostce długości wielkość, określająca różnicę pomiędzy poziomem wody w stanowisku górnym, a poziomem wody w stanowisku dolnym danej budowli piętrzącej. Wielkość ta jest różna dla różnych stanów charakterystycznych. Ponadto dla budowli piętrzących wyposażonych w zamknięcia, aktualny (chwilowy) spad może być różny i zmienny dla różnego położenia tych zamknięć. Dla konkretnej budowli piętrzącej charakterystyczną wielkością jest spad określany dla normalnego poziomu piętrzenia. W układzie SI spad wyrażany jest metrach.
Bardzo istotną wielkością jest określona rozporządzeniem, w sprawie warunków technicznych, jakim powinny odpowiadać budowle hydrotechniczne i ich usytuowanie, wysokość piętrzenia, tj. spad dla rzędnej maksymalnego poziomu piętrzenia i rzędnej zwierciadła wody dolnej, odpowiadającej przepływowi średniemu niskiemu. Wysokość piętrzenia dla danej budowli piętrzącej jest bowiem w tym rozporządzeniu stosowana jako wielkość graniczna decydująca o wymaganiach stawianych tym budowlom i procedurom związanych z prowadzeniem robót budowlanych oraz eksploatacji tych budowli hydrotechnicznych.
Spad, obok wielkości przepływu, ma podstawowe znaczenie przy energetycznym wykorzystaniu cieku. Im większy bowiem spad, przy tej samej wielkości przepływu, tym większa moc jaką można uzyskać budując na cieku elektrownię wodną.